# Alness

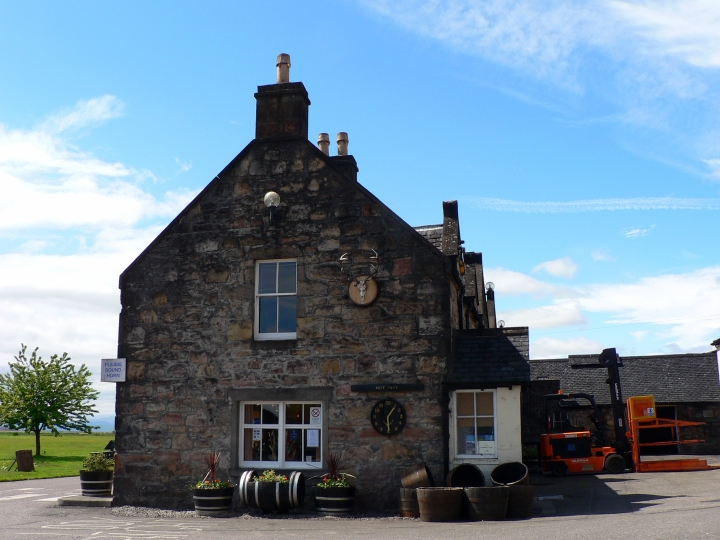
Dalmore Destillerry

Alness (en gaèlic escocès: Alanais) és una localitat situada al consell unitari de Highland a Escòcia, Regne Unit. Es troba prop de l'estuari de Cromarty, amb el poble de Invergordon cap a l'est i el llogaret de Evanton cap al sud-oest. Forma part del comtat històric de Ross and Cromarty.
A Alness hi ha una escola secundària, l'Acadèmia de Alness, que és una de les principals escoles de Ross and Cromarty, amb al voltant de 600 alumnes. A més, hi ha tres escoles primàries: Obsdale, Bridgend i Coulhill, situades en l'est, centre i oest de Alness, respectivament.